# Miconia umbrosa
Miconia umbrosa är en tvåhjärtbladig växtart som beskrevs av Célestin Alfred Cogniaux. Miconia umbrosa ingår i släktet Miconia och familjen Melastomataceae. Inga underarter finns listade i Catalogue of Life.